# 紅尾荷馬條鰍
紅尾荷馬條鰍（學名：Homatula variegata）為輻鰭魚綱鯉形目條鰍科荷馬條鰍屬的其中一種，分布於亞洲中國雲南省南盤江、長江流域，體長可達18.3公分，棲息在河川底層水域，生活習性不明。

## 扩展阅读
維基物種上的相關：紅尾荷馬條鰍